# Ligne Sakura-dōri
La ligne Sakura-dōri (桜通線, Sakura-dōri-sen) est une ligne du métro de Nagoya au Japon. Également ligne 6 du réseau, elle relie la station de Taiko-dori à celle de Tokushige. Longue de 19,1 km, elle traverse Nagoya en passant par les arrondissements de Nakamura, Naka, Higashi, Chikusa, Shōwa, Mizuho, Minami, Tempaku et Midori. Sur les cartes, la ligne est identifiée avec la lettre S et sa couleur est rouge.

## Histoire
Le premier tronçon de la ligne Sakura-dōri a été ouvert le 10 septembre 1989 entre la Nakamura Kuyakusho et Imaike, en suivant l’avenue Sakura-dōri (d’où le nom de la ligne). La ligne a ensuite été prolongée à Nonami en 1994 puis à Tokushige en 2011.

## Caractéristiques

### Ligne
- Écartement : 1 067 mm
- Alimentation : 1 500 V par caténaire
- Vitesse maximale : 75 km/h

### Stations

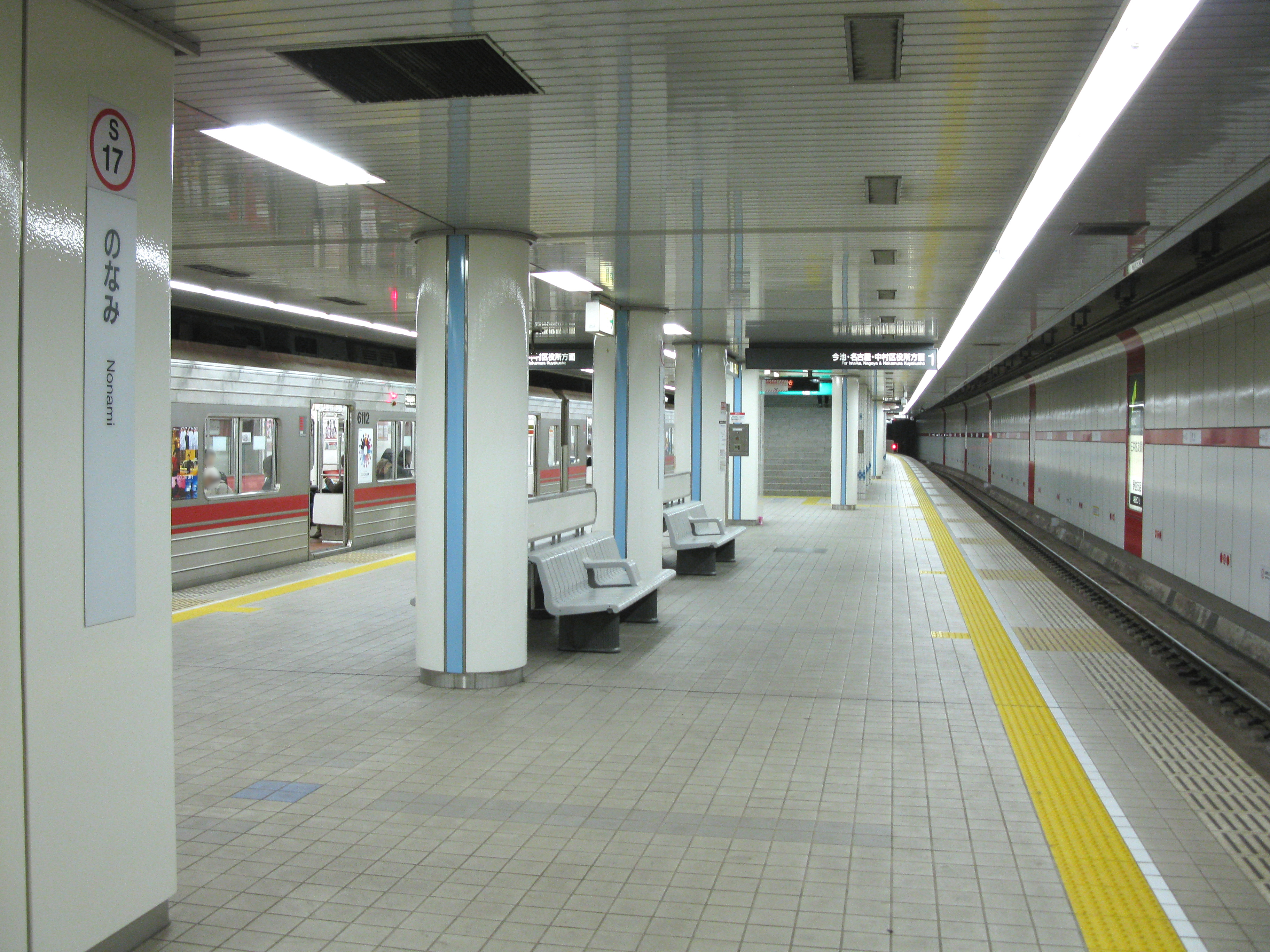
La ligne Sakura-dōri à Nonami

La ligne Sakura-dōri comporte 21 stations, identifiées de S01 à S21.
| Numéro | Station             | Nom japonais | Distance (km) | Correspondances | Arrondissement |
| ------ | ------------------- | ------------ | ------------- | --- | -------------- |
| S01    | Taiko-dori          | 太閤通       | 0             | | Nakamura       |
| S02    | Nagoya              | 名古屋       | 0,9           | Métro de Nagoya : Higashiyama JR Central : Tōkaidō Shinkansen, Chūō, Kansai, Tōkaidō Meitetsu : Nagoya (à Meitetsu Nagoya) Kintetsu : Nagoya (à Kintetsu-Nagoya) Nagoya Rinkai Rapid Transit : Aonami | Nakamura       |
| S03    | Kokusai Center      | 国際センター | 1,6           | | Nakamura       |
| S04    | Marunouchi          | 丸の内       | 2,4           | Métro de Nagoya : Tsurumai | Naka           |
| S05    | Hisaya-ōdōri        | 久屋大通     | 3,3           | Métro de Nagoya : Meijō | Naka           |
| S06    | Takaoka             | 高岳         | 4,0           | | Higashi        |
| S07    | Kurumamichi         | 車道         | 5,3           | | Higashi        |
| S08    | Imaike              | 今池         | 6,3           | Métro de Nagoya : Higashiyama | Chikusa        |
| S09    | Fukiage             | 吹上         | 7,4           | | Chikusa        |
| S10    | Gokiso              | 御器所       | 8,4           | Métro de Nagoya : Tsurumai | Shōwa          |
| S11    | Sakurayama          | 桜山         | 9,5           | | Mizuho         |
| S12    | Mizuho Kuyakusho    | 瑞穂区役所   | 10,4          | | Mizuho         |
| S13    | Mizuho Undōjō Nishi | 瑞穂運動場西 | 11,1          | | Mizuho         |
| S14    | Aratama-bashi       | 新瑞橋       | 11,8          | Métro de Nagoya : Meijō | Mizuho         |
| S15    | Sakura-hommachi     | 桜本町       | 12,9          | | Minami         |
| S16    | Tsurusato           | 鶴里         | 13,8          | | Minami         |
| S17    | Nonami              | 野並         | 14,9          | | Tempaku        |
| S18    | Naruko Kita         | 鳴子北       | 16,0          | | Tempaku        |
| S19    | Aioiyama            | 相生山       | 16,9          | | Midori         |
| S20    | Kamisawa            | 神沢         | 18,3          | | Midori         |
| S21    | Tokushige           | 徳重         | 19,1          | | Midori         |

## Matériel roulant

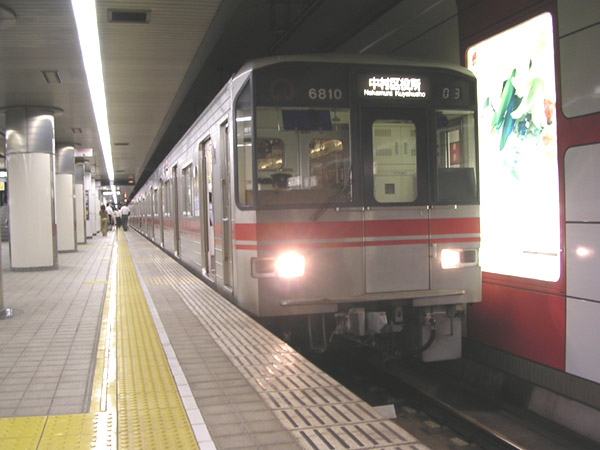
Série 6000
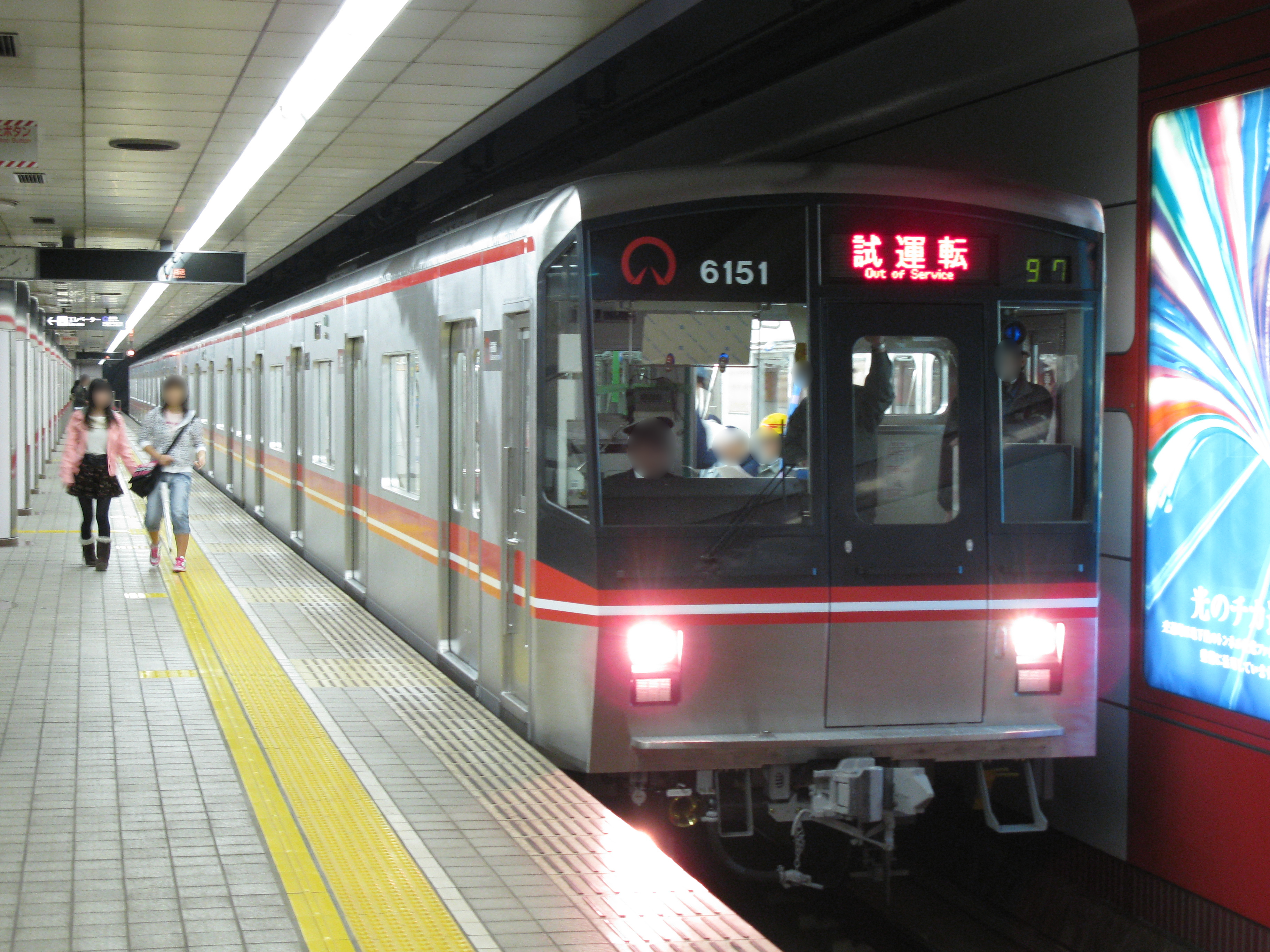
Série 6050